# همراه زائو

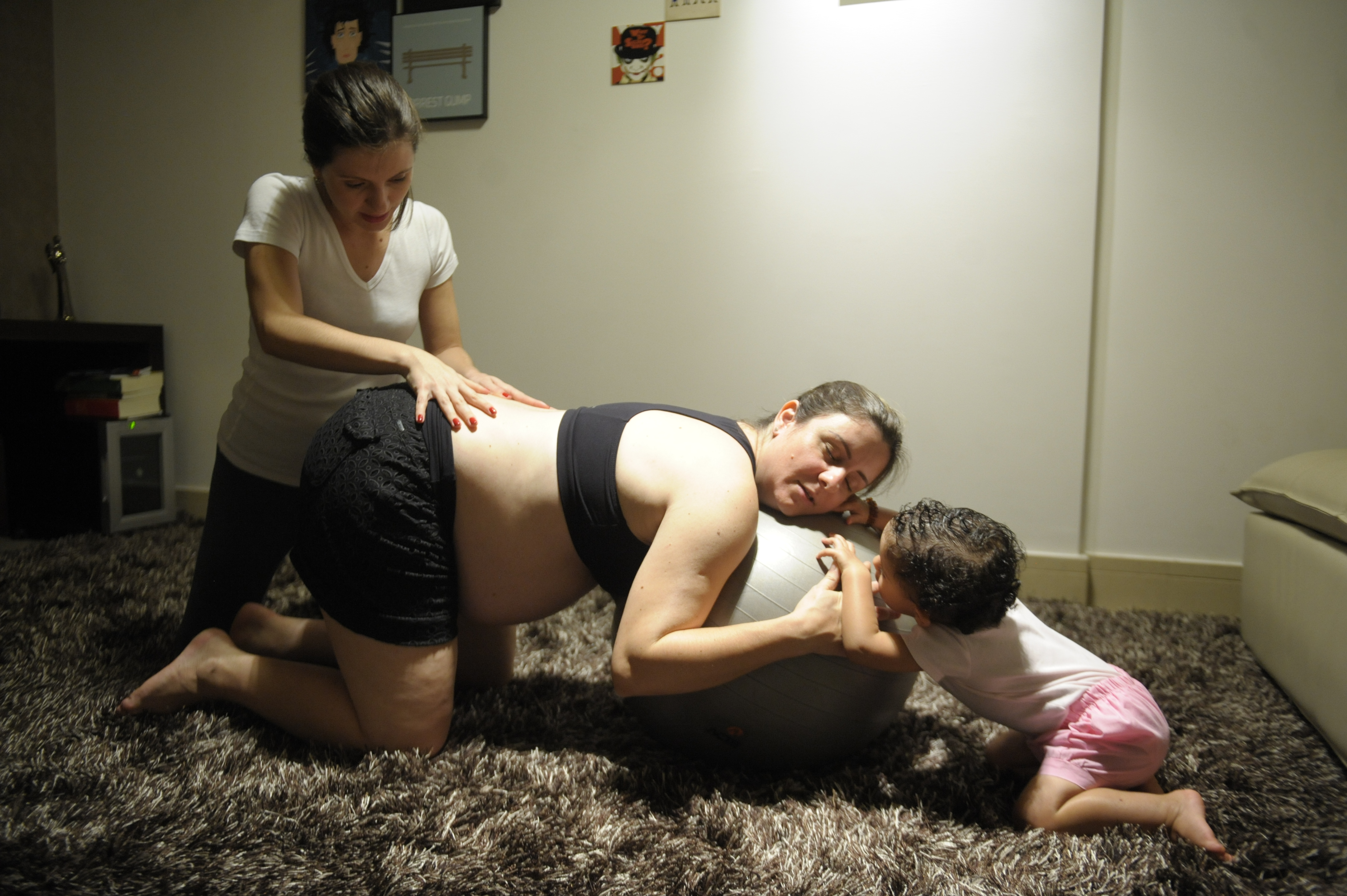
یک همراه (سمت چپ) با استفاده از لمس راحت برای کمک به کاهش انقباضات در هنگام زایمان.

همراه زائو فردی غیر از تیم پزشکی و بیمارستانی است که به عنوان پشتیبان مادر در اتاق زایمان حضور می‌یابد و در طول زایمان برای مادر حمایت مداوم جسمی و عاطفی را فراهم می‌کند.
همراه زائو معمولاً در طی دوران بارداری، زایمان و مراقبت بعد از تولد نیز حضور دارد و به مادر و پدر یاری داده و پشتیبانی‌های فیزیکی غیر پزشکی و حمایت‌های روحی لازم را فراهم می‌کند. همسر، مادر یا فردی مهم مثلاً یک دوست خوب می‌تواند نقش کمک‌زایمان را ایفا کند. اگر فرد، شخصی باشد که خودش هم تجربه زایمان طبیعی داشته باشد بهتر است.
درد زایمان طبیعی تا چند ساعت قبل از زایمان و در حین زایمان به طول می‌انجامد و بعد از زایمان مادر خیلی زود به حالتِ قبل خود بر‌می‌گردد؛ 
اما در سزارین درد مادر تا بعد از زایمان همچنان ادامه دارد؛ همچنین خونریزی حین این زایمان خیلی کمتر از سزارین است. 
زایمان به روش طبیعی به جنین این امکان را می‌دهد که در روزهای پایانی بیشترین رشد سلول‌های مغزی، سیستم تنفسی و همچنین کبد را داشته و جنین رشد خود را به خوبی تکمیل کرده باشد. درد زایمان طبیعی برای همۀ زنان نگران‌کننده است به همین دلیل مادران باردار برای انتخاب نوع زایمان تردید دارند و درک مراحل اولیه از این نوع زایمان برای همۀ زنان مهم است.  